# Lukovica, Svilajnac
Lukovica (izvirno srbsko Луковица) je naselje v Srbiji, ki upravno spada pod Občino Svilajnac; slednja pa je del Pomoravskega upravnega okraja.

## Demografija
V naselju živi 629 polnoletnih prebivalcev, pri čemer je njihova povprečna starost 43,1 let (41,7 pri moških in 44,3 pri ženskah). Naselje ima 233 gospodinjstev, pri čemer je povprečno število članov na gospodinjstvo 3,34.
To naselje je, glede na rezultate popisa iz leta 2002, večinoma srbsko.
|  |

| Demografija | Demografija     | Demografija     |
| Leto        | Št. prebivalcev | Št. prebivalcev |
| ----------- | --------------- | --------------- |
|             |                 |                 |
|             |                 |                 |
|             |                 |                 |
|             |                 |                 |
| 1948        | 428             |                 |
| 1953        | 791             |                 |
| 1961        | 784             |                 |
| 1971        | 860             |                 |
| 1981        | 933             |                 |
| 1991        | 938             | 797             |
| 2002        | 1029            | 778             |
|             |                 |                 |

| Etnična sestava po popisu iz leta 2002 | Etnična sestava po popisu iz leta 2002 | Etnična sestava po popisu iz leta 2002 | Etnična sestava po popisu iz leta 2002 | Etnična sestava po popisu iz leta 2002 |
| -------------------------------------- | -------------------------------------- | -------------------------------------- | -------------------------------------- | -------------------------------------- |
| Srbi                                   | Srbi                                   |                                        | 756                                    | 97,17%                                 |
| Romi                                   | Romi                                   |                                        | 5                                      | 0,64%                                  |
| Jugoslovani                            | Jugoslovani                            |                                        | 3                                      | 0,38%                                  |
| Črnogorci                              | Črnogorci                              |                                        | 2                                      | 0,25%                                  |
| Hrvati                                 | Hrvati                                 |                                        | 2                                      | 0,25%                                  |
| Vlahi                                  | Vlahi                                  |                                        | 2                                      | 0,25%                                  |
| Makedonci                              | Makedonci                              |                                        | 1                                      | 0,12%                                  |
| Neznano                                | Neznano                                |                                        | 1                                      | 0,12%                                  |